# François Gindron
François Gindron, né à Lausanne vers 1490 et mort dans la même ville en 1564, est un notable et un compositeur de musique.

## Biographie
Fils de l’orfèvre Jehan Gindron, il est élevé dans un milieu bourgeois. On le trouve mentionné pour la première fois en 1518 comme prêtre et chantre de la Cathédrale de Lausanne ; il est aussi cité de 1518 à 1525 dans les registres des offices solennels. En 1531 il en devient marguillier. Mais la Réforme arrive, il participe à la dispute de Lausanne (1536) comme membre du clergé inférieur, et le 16 février 1537 se range à la foi réformée.
Ainsi libéré de son vœu de chasteté, il épouse peu après noble Hélène Aigroz, une ancienne religieuse du couvent de Bellevaux, richement dotée en immeubles, vignes, prés et bois, fille d’un ancien membre du Conseil de Fribourg. Ils eurent quatre filles. Gindron jouit également des revenus de plusieurs chapelles. Ce que l'on sait de lui révèle un statut de notable : il est membre du Conseil des Vingt-Quatre en 1543, puis administrateur hospitalier pour trois ans à partir de 1552. En 1557 il est récompensé pour avoir contribué aux festivités - mais on ignore en quoi précisément - pour la venue de Petreman d’Erlach, le nouveau bailli de Lausanne. Il est réélu à la cour des Soixante en octobre 1559 et meurt au début de 1564.
Outre ces charges, il est musicien et compositeur, auteur de mélodies de psaumes et de plusieurs recueils de musique.

## Œuvres

### Les premières mélodies de psaumes (avant 1542)
François Gindron a composé avant 1542 des mélodies adaptées au psaumes de Marot, c’est-à-dire parallèlement aux premières mélodies mises au point à Strasbourg et à Genève à cette époque.
Lorsque le 21 juillet 1542, le Réformateur Pierre Viret écrit à Jean Calvin que l’Église de Lausanne a décidé de chanter les psaumes tels que Gindron les a mis en musique, il donne la preuve de l’existence à Lausanne d’un corpus de psaumes contemporain de celui de Genève. Ces airs étaient même considérés comme plus faciles et plus agréables que ceux de Genève... On suppose que ce recueil est resté manuscrit, puisqu’aucune demande d’impression n’en a été retrouvée dans les registres du Conseil de Genève (Lausanne ne possédant pas d’imprimerie à cette époque). On peut supposer que l’existence d’un tel corpus de mélodies a gêné la diffusion des mélodies genevoises à Lausanne.

### Le recueil de psaumes de 1552
En 1552 Gindron obtient l’autorisation de faire imprimer à Berne chez Matthias Apiarius un recueil de psaumes avec mélodies.
Là encore rien ne prouve que ce recueil ait été imprimé. On sait en revanche qu’à cette époque les fidèles de Lausanne ne voulaient pas chanter les psaumes tels qu’édités à Genève (c’est-à-dire ceux des Octante-trois psaumes, édités en 1551 avec de nouveaux psaumes traduits par Théodore de Bèze et de nouvelles mélodies par Loys Bourgeois). On peut raisonnablement supposer que cette réticence était due à l’habitude prise de chanter les mélodie de Gindron. Le recueil aurait finalement été imprimé à Genève à la fin de 1552 ou au début de 1553, comme le prouve une gratification données à Bèze et à Gindron, mais cette édition est perdue. Ces psaumes avec mélodie sont réédités à Lausanne en mars 1558 chez Jean Rivery (édition aussi perdue), ce qui serait le signe d’une pratique assez bien établie. Lausanne ne se rangera qu’en 1562 aux mélodies de Genève.
En 1565, donc peu après la mort de Gindron en 1564, Guillaume Franc publiera à Genève une édition des psaumes non conforme au modèle de Genève et destinée à l’Église de Lausanne ; il est possible que celle-ci incorpore les anciennes mélodies de Gindron.

### Cantiques et motets divers (1555)
Cinq pièces de Gindron à 4 voix apparaissent dans deux recueils publiés à Genève par Simon Du Bosc et Guillaume Guéroult en 1555 :
Dans Le Second livre des pseaulmes et sentences tirés tant du psalmiste royal que des autres saincts prophetes  :
Convertissez vous à moy
Jusques à quand seras tu dissolüe en delices *
Que mes yeux soyent jettans larmes nuict et jour *
O Seigneur corrige moy, toutesfois par raison *
Dans le Quartus liber modulorum quatuor, quinque et sex vocum...  
Audite vocem meam

### LesProverbes de Salomonde 1558

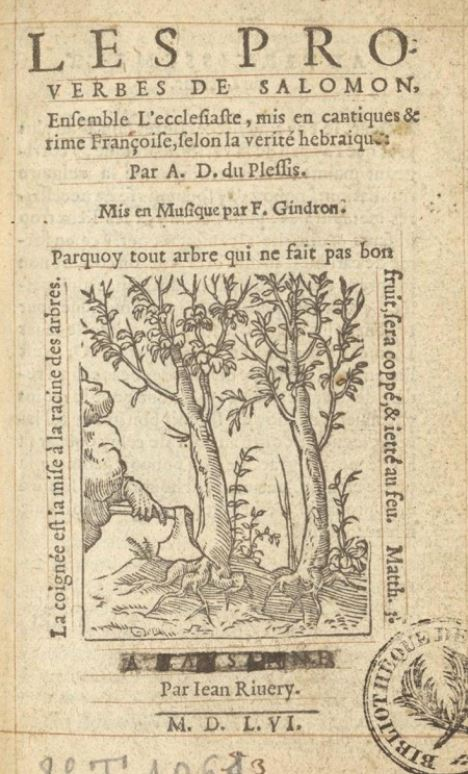
Page de titre des Proverbes de Salomon de François Gindron (Lausanne, 1556). Paris, Bibl. de l'Arsenal.

Les Proverbes de Salomon, ensemble l’Ecclesiaste, mis en cantiques & rime françoise, selon la vérité hebraïque, par Accace d’Albiac du Plessis. Mis en musique par F. Gindron. Lausanne : Jean Rivery, 1556. Numérisé sur Gallica. 
Du Plessis était un gentilhomme parisien réfugié à Lausanne depuis quelques années pour cause de religion. L’ouvrage a paru fin septembre 1556, dédié au Conseil de Berne (dont Lausanne dépendait à l’époque). La musique est à 4 parties dans un même volume. Le recueil contient 17 pièces en musique pour les Proverbes et 12 pour L’Ecclesiaste, pour un total de 33 pièces (certains textes ont deux mélodies). Gindron y fait usage de modes anciens qui donnent un ton un peu archaïque à sa musique.
Le Superius de ces pièces a été systématiquement repris par Clément Janequin dans son édition des Proverbes de Salomon parue en 1558 chez Adrian Le Roy et Robert Ballard, mais avec une harmonisation différente. Cet emprunt n’est évidemment pas évoqué par Janequin dans l’ouvrage.

### LeChant de louangede 1561
Chant de louange dédié à LL[eurs]. EE[minences]. de Berne (1561).
Cette œuvre parue en 1561 est perdue : elle est citée dans les Archives d’État de Berne.

### Éditions modernes
Les incipit suivis d’un astérisque sont restituées dans Burdet 1963 p. 611 sq. On y trouve également 3 pièces extraites des Proverbes :
Reveillez-vous, ô muses chanteresses,
Esjouy-toi, ô jeune, en ta jeunesse,
Qui ayme la doctrine ayme le chastiment
Ces trois œuvres et le motet Audite vocem meam ont été édités séparément à Lausanne par Maurice et Pierre Foetisch SA, dans la restitution de J. Burdet.